# آگنیشکا اسموچینسکا
آگنیشکا اسموچینسکا (لهستانی: Agnieszka Smoczyńska؛ تلفظ لهستانی: [aɡˈɲɛʂka]؛ زادهٔ ۱۸ مهٔ ۱۹۷۸) کارگردان فیلم، فیلم‌نامه‌نویس، و کارگردان نمایش اهل لهستان است.
از فیلم‌ها یا مجموعه‌های تلویزیونی که وی در آن‌ها نقش داشته‌است، می‌توان به فوگ، مبتدیان تمام‌عیار، ۱۹۸۳ و لیور اشاره نمود.